# Cueva de Los Emboscados
La cueva de Los Emboscados es una cavidad subterránea ubicada en Cantabria, en España, entre las cuencas de los ríos Asón y Miera, con algunas muestras de arte rupestre paleolítico.

## Descripción
La cueva de Los Emboscados se encuentra en Matienzo, en el municipio de Ruesga (Cantabria) en la ladera sur del denominado monte de Fuente Las Varas. Es una zona con una importante presencia de materiales calizos, lo que ha conllevado el desarrollo de un importante sistema kárstico en el que aparecen innumerables cavidades como ésta. El camino hasta el abrigo que precede a la cueva, es de difícil localización y acceso complicado.

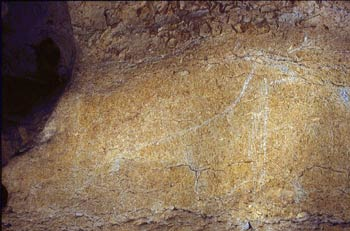
Cueva de los Emboscados

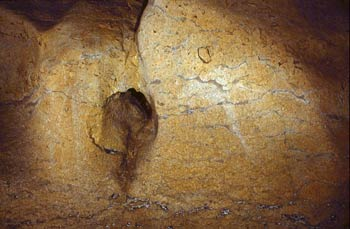
Cueva de los Emboscados

## Historia
La datación y ocupación de la cueva, por las manifestaciones rupestres y restos hallados se ubica desde el Magdaleniense Superior hasta el Edad del Bronce.
La cueva ya era conocida por los grupos de espeleología que la visitaban y, en 1975, L. Mills encontró un canto tallado o chopper en el sector central de la cueva. Hay un paso de unos 12 metros que lleva hacia una galería interior casi rectilínea con una estrecha bifurcación hacia la izquierda. A unos 125 metros de la entrada, en un tramo de unos 20 metros aproximadamente, se encuentra el panel de grabados descubierto por Peter Smith en el año 1979. Posteriormente, fue estudiada y publicada por C. González Sáinz, R. Balbín y M. R. González. En el vestíbulo hay un conchero, tal vez de cronología Aziliense, y más al interior restos humanos y cerámicas de la Prehistoria reciente.
Se han catalogado varias figuras de cuadrúpedos grabados, líneas sueltas y manchas de color rojo. Destacan un ciervo y una cierva afrontados, realizados a trazo muy fino estriado. Las figuras son encuadrables en un momento avanzado del estilo IV de André Leroi-Gourhan (Magdaleniense Superior).
Aparte de las representaciones de arte rupestre, en 1991 miembros de Colectivo para la Ampliación de Estudios de Arqueología Prehistórica de Camargo (CAEAP) encontraron restos de cerámica en el vestíbulo de la cueva, observándose también una tibia humana. Todos estos materiales fueron clasificados cronológicamente dentro de la Edad del Bronce.
La cueva fue declarada bien de interés cultural (BIC) en 1997.